# 사미 프레이
사미 프레(프랑스어: Sami Frey, 프랑스어 발음: [fʁɛ], 1937년 10월 13일 ~ )는 프랑스의 배우이다.

## 영화
- 진실 (1960)
- 7대 죄악 (1962)
- 5시부터 7시까지의 클레오 (1962)
- 국외자들 (1964)
- Avec amour et avec rage (1964)
- 후아유, 폴리 마구? (1966)
- 마농 70 (1968)
- 세자르와 로잘리 (1972)
- 스위트 무비 (1974)
- 네어 (1976)
- 데들리 런 (1983)
- 테러리스트 (1984)
- 블랙 위도우 (1987)
- 모래와 피 (1987) - 마뉘엘 역
- 전쟁과 추억 (1988)
- 달타냥의 딸 (1994)
- 트랩 (1994)
- 라이어 (1996)
- 배우들 (2000)
- 안소니 짐머 (2005) - 아케르만 역
- 웨딩 디렉터 (2006)
- 댄스 위드 힘 (2007)
- 개의 밤 (2008)
- 멘쉬 (2009)
- 마가렛 앤 줄리앙:금지된 사랑 (2015, Marguerite et Julien)
- 넘버 원 (2017)